# Lista de espécies de orquídeas do gênero Dracula
Lista das espécies de orquídeas do gênero Dracula Luer (1978)

## a
1. Dracula adrianae  Luer (1998)
2. Dracula alcithoe  Luer & R.Escobar (1981)
3. Dracula amaliae  Luer & R.Escobar (1978)
4. Dracula andreettae  (Luer) Luer (1978)
5. Dracula anthracina  Luer & R.Escobar (1982)
6. Dracula antonii  Luer (2002)
7. Dracula aphrodes  Luer & R.Escobar (1989)
8. Dracula astuta  (Rchb.f.) Luer (1978)

## b
1. Dracula barrowii  Luer (2002)
2. Dracula bella  (Rchb.f.) Luer (1978)
3. Dracula bellerophon  Luer & R.Escobar (1978)
4. Dracula benedictii  (Rchb.f.) Luer (1978)
5. Dracula berthae  Luer & R.Escobar (1979)
6. Dracula brangeri  Luer (1986)

## c
1. Dracula carcinopsis  Luer & R.Escobar (1989)
2. Dracula carlueri  Hermans & P.J.Cribb (1997)
3. Dracula chestertonii  (Rchb.f.) Luer (1978)
4. Dracula chimaera  (Rchb.f.) Luer (1978) - Typus Species
5. Dracula chiroptera  Luer & Malo (1978)
6. Dracula christineana  Luer (2002)
7. Dracula circe  Luer & R.Escobar (1981)
8. Dracula citrina  Luer & R.Escobar (1982)
9. Dracula cochliops  Luer & R.Escobar (1979)
10. Dracula cordobae  Luer (1979)
11. Dracula cutis-bufonis  Luer & R.Escobar (1978)

## d
1. Dracula dalessandroi  Luer (1989)
2. Dracula dalstroemii  Luer (1984)
3. Dracula decussata  Luer & R.Escobar (1978)
4. Dracula deltoidea  (Luer) Luer (1978)
5. Dracula deniseana  Luer (2002)
6. Dracula dens-canis  N.Peláez (2006)
7. Dracula diabola  Luer & R.Escobar (1979)
8. Dracula diana  Luer & R.Escobar (1981)
9. Dracula dodsonii  (Luer) Luer (1978)

## e
1. Dracula erythrochaete  (Rchb.f.) Luer (1978)
2. Dracula exasperata  Luer & R.Escobar (1989)

## f
1. Dracula fafnir  Luer (1993)
2. Dracula felix  (Luer) Luer (1978)
3. Dracula fuligifera  Luer (1991)

## g
1. Dracula gastrophora  Luer & Hirtz (1989)
2. Dracula gigas  (Luer & Andreetta) Luer (1978)
3. Dracula gorgona  (H.J.Veitch) Luer & R.Escobar (1978)
4. Dracula gorgonella  Luer & R.Escobar (1981)

## h
1. Dracula hawleyi  Luer (1978)
2. Dracula hirsuta  Luer & Andreetta (1980)
3. Dracula hirtzii  Luer (1979)
4. Dracula houtteana  (Rchb.f.) Luer (1978)

## i
1. Dracula inaequalis  (Rchb.f.) Luer & R.Escobar (1982)
2. Dracula incognita  Luer & R.Escobar (1989)
3. Dracula inexperata  Pupulin (2001)
4. Dracula insolita  Luer & R.Escobar (1989)

## j
1. Dracula janetiae  (Luer) Luer (1978)

## k
1. Dracula kareniae  Luer & Dalström (1997)

## l
1. Dracula lafleurii  Luer & Dalström (1993)
2. Dracula lehmanniana  Luer & R.Escobar (1982)
3. Dracula lemurella  Luer & R.Escobar (1981)
4. Dracula leonum  Luer (1979)
5. Dracula levii  Luer (1978)
6. Dracula ligiae  Luer & R.Escobar (1989)
7. Dracula lindstroemii  Luer & Dalström (1991)
8. Dracula lotax  (Luer) Luer (1978)

## m
1. Dracula maduroi  Luer (2004)
2. Dracula mantissa  Luer & R.Escobar (1979)
3. Dracula marsupialis  Luer & Hirtz (1986)
4. Dracula mendozae  Luer & V.N.M.Rao (2004)
5. Dracula minax  Luer & R.Escobar (1981)
6. Dracula mopsus  (F.Lehm. & Kraenzl.) Luer (1978)
7. Dracula morleyi  Luer & Dalström (1993)

## n
1. Dracula navarrorum  Luer & Hirtz (1993)
2. Dracula nigritella  Luer (2002)
3. Dracula nosferatu  Luer & R.Escobar (1989)
4. Dracula nycterina  (Rchb.f.) Luer (1978)

## o
1. Dracula octavioi  Luer & R.Escobar (1979)
2. Dracula olmosii  Luer & Maduro (1999)
3. Dracula ophioceps  Luer & R.Escobar (1978)
4. Dracula orientalis  Luer & R.Escobar (1982)
5. Dracula ortiziana  Luer & R.Escobar (1993)

## p
1. Dracula papillosa  Luer & Dodson (1993)
2. Dracula pholeodytes  Luer & R.Escobar (1982)
3. Dracula pileus  Luer & R.Escobar (1979)
4. Dracula platycrater  (Rchb.f.) Luer (1978)
5. Dracula polyphemus  (Luer) Luer (1978)
6. Dracula portillae  Luer & Andreetta (1980)
7. Dracula posadarum  Luer & R.Escobar (1981)
8. Dracula presbys  Luer & R.Escobar (1993)
9. Dracula psittacina  (Rchb.f.) Luer & R.Escobar (1993)
10. Dracula psyche  (Luer & Andreetta) Luer (1978)
11. Dracula pubescens  Luer & Dalström (1994)
12. Dracula pusilla  (Rolfe) Luer (1978)

## r
1. Dracula radiella  Luer (1978)
2. Dracula radiosa  (Rchb.f.) Luer (1978)
3. Dracula rezekiana  Luer & R.Hawley (1979)
4. Dracula ripleyana  Luer (1979)
5. Dracula robledorum  (P.Ortiz) Luer & R.Escobar (1978)
6. Dracula roezlii  (Rchb.f.) Luer (1978)

## s
1. Dracula saulii  Luer & Sijm (2006)
2. Dracula schudelii  Luer & Hirtz (1999)
3. Dracula sergioi  Luer & R.Escobar (1978)
4. Dracula severa  (Rchb.f.) Luer (1978)
5. Dracula sibundoyensis  Luer & R.Escobar (1979)
6. Dracula sijmii  Luer (2002)
7. Dracula simia  (Luer) Luer (1978)
8. Dracula sodiroi  (Schltr.) Luer (1978)
9. Dracula syndactyla  Luer (1981)

## t
1. Dracula terborchii  Luer & Hirtz (1999)
2. Dracula trichroma  (Schltr.) Hermans (1997)
3. Dracula trinympharum  Luer (1993)
4. Dracula tsubotae  Luer (2002)
5. Dracula tubeana  (Rchb.f.) Luer (1978)

## u
1. Dracula ubangina  Luer & Andreetta (1980)

## v
1. Dracula vampira  (Luer) Luer (1978)
2. Dracula veleziana  Luer & V.N.M.Rao (2005)
3. Dracula velutina  (Rchb.f.) Luer (1978)
4. Dracula venefica  Luer & R.Escobar (1981)
5. Dracula venosa  (Rolfe) Luer (1978)
6. Dracula verticulosa  Luer & R.Escobar (1989)
7. Dracula vespertilio  (Rchb.f.) Luer (1978)
8. Dracula villegasii  Königer (1999)
9. Dracula vinacea  Luer & R.Escobar (1978)
10. Dracula vlad-tepes  Luer & R.Escobar (1981)

## w
1. Dracula wallisii  (Rchb.f.) Luer (1978)
2. Dracula woolwardiae  (F.Lehm. & Kraenzl.) Luer (1978)

## x
1. Dracula xenos  Luer & R.Escobar  (1989

## Lista das nothoespécies de orquídeas do gêneroDraculaLuer (1978)
1. Dracula × anicula  Luer & R.Escobar (1981) = (Dracula cutis-bufonis × Dracula wallisii)
2. Dracula × radiosyndactyla  Luer (1981) = (Dracula radiosa × Dracula syndactyla)